# تلوکونگ، بوتسوانا
تلوکونگ (به انگلیسی: Tlokweng) روستایی در ناحیهٔ جنوب شرقی کشور بوتسوانا است که در سال ۲۰۰۰ میلادی ۲۲٬۰۳۸ نفر جمعیت داشته که از این تعداد، ۱۰٬۵۶۸ نفر مرد و ۱۱٬۴۷۰ نفر زن بوده‌اند.